# Österreichische Gesellschaft für zeitgenössische Musik
Die Österreichische Gesellschaft für zeitgenössische Musik definiert sich als eine Aufführungsgesellschaft.

## Geschichte
Die Gründungsversammlung der Österreichischen Gesellschaft für zeitgenössische Musik erfolgte am 4. Februar 1949 im Kammersaal des Musikvereinsgebäudes in Wien. Die Proponenten waren u. a. Theodor Berger, Armin Kaufmann, Joseph Marx, Fritz Racek, Marcel Rubin, Alfred Uhl und Raimund Weissensteiner. Das Eröffnungskonzert fand am 19. März 1949 im Brahms-Saal des Wiener Musikvereins statt.

## Tätigkeit
Die ÖGZM widmete sich seit ihrem Bestehen in bislang etwa 900 Veranstaltungen der Verbreitung von Musik der Gegenwart, die unter den Begriff der Ernsten Musik fällt. Sie nimmt unter anderem folgende Aufgaben wahr:
- Eintreten für die Interessen zeitgenössischer Musikschaffender, insbesondere durch Anregung und Vermittlungstätigkeit sowie durch Aufführung ihrer Werke.
- Zusammenarbeit auf dem nationalen und internationalen Musiksektor
- Informationsaustausch zu praktischen und wissenschaftlichen Fragen im Bereich zeitgenössische Musik.
- Organisation von Projekten, die dem genannten Vereinszweck dienen.

## Präsidenten
- 1949–1954 Alfred Uhl
- 1956–1966 Leopold Matthias Walzel[1]
- 1966–1972? Karl Franz Müller[2]
- 1973–1984 Heinrich Gattermeyer
- 1984–1991 Karl Peter Pietsch
- 1991–2001 Peter Roczek
- 2001–2008 Werner Hackl[3]
- 2008–2011 Christian Heindl[4]
- Seit 2011 Morgana Petrik